# Vyšný Klátov
Vyšný Klátov (Hongaars: Felsőtőkés) is een Slowaakse gemeente in de regio Košice, en maakt deel uit van het district Košice-okolie.
Vyšný Klátov telt 443 inwoners.